# Nu Puppis
Nu Puppis is een ster in het sterrenbeeld Achtersteven. Met een schijnbare magnitude van 3,17 is het de op vier na helderste ster in het sterrenbeeld. 3,6 miljoen jaar geleden stond de ster slechts 26 lichtjaar van de zon verwijderd en had het een agnitude van -2,57